# صحن طائر (لعبة)

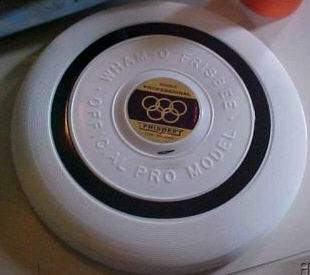
الصحن الطائر

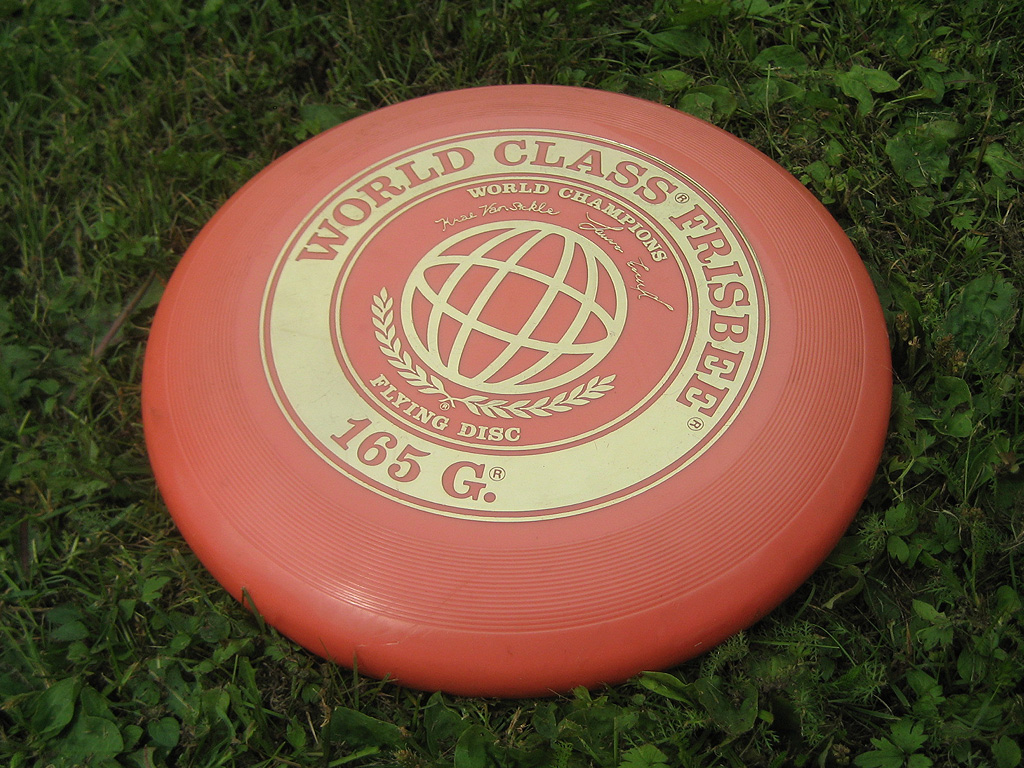

الصحن الطائر (بالإنجليزية: frisbee) (نقحرة: فريسبي) وهي لعبة أدواتها صحن طائر غالبا مصنوع من اللدائن. صنعت على شكل أسطوانة قطرها 20 سم بصورة تجعلها تطير في الهواء لمسافة معينة إذا جرى رميها وتدويرها. ومع أن المصطلح هو علامة تجارية مسجلة لشركة وام-أو (Wham-O) إلا أنه يستعمل غالبا في تسمية هذه اللعبة. و هي فكرة و اختراع والتر فريدريك موريسون.

## أشكال الصحن الطائر
تتغير أشكال الصحون الطائرة وأحجامها وكذلك أوزانها بصورة تجعلها تطير في الهواء لمسافات مختلفة، فهناك نوع يكون على شكل حلقة يطلق عليها اسم (النحلة الطائرة)، حيث تقطع مسافة أطول من تلك التي تقطعها الصحون الطائرة العادية. وهنالك نوع آخر يطلق عليه صحن الغولف، حيث يكون قطره صغيرا ومسافة طيرانه في الهواء أقل، في حين يكون أكثر ثقلا وثباتا. وهناك نوع خاص بالكلاب يطلق عليه صحن الكلب، حيث يكون أشد تماسكا لكي لا يتلف ويستعمل خصيصا ليلتقطه الكلب أثناء اللعب.

## استعمالاته
أكثر استعمالات الصحن الطائر تكون في رياضة الشواطئ حيث يُرمى الصحن بالتناوب بين اللاعبين. وكذلك في الحدائق العمومية في الولايات المتحدة الأمريكية.

## روابط الخارجية
- مجموعة الصحون الطائرة من جميع أنحاء العالم إنجليزية